# Bunga Mas Lima (BM5)
Bunga Mas Lima 5 (BM5) je pomocná loď malajsijského královského námořnictva sloužící jako plovoucí základna. Vznikla přestavbou kontejnerové lodě již nějaký čas využívané k zajištění námořní bezpečnosti. Jedná se o první plavidlo přestavěné na malajsijskou pomocnou loď. Operovat bude zejména ve vodách na východě státu Sabah.

## Pozadí vzniku

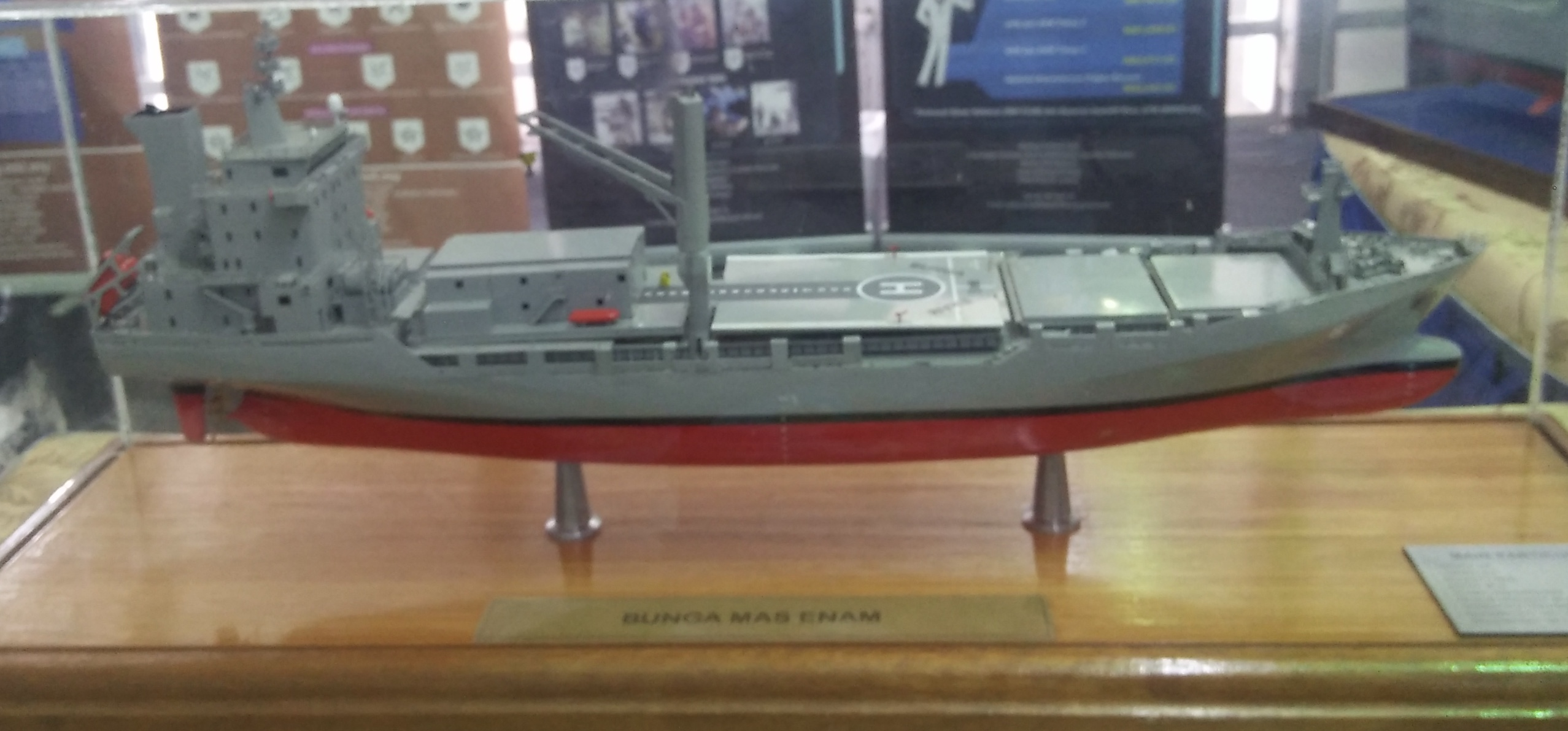
Bunga Mas Lima

Plavidlo bylo původně postaveno loděnicí Malaysian Marine and Heavy Engineering jako kontejnerová loď s kapacitou 699 TEU. Na vodu bylo spuštěno roku 1997. Vlastníkem a provozovatelem plavidla byla společnost Malaysian International Shipping Corporation (MISC), která jej do června 2009 nechala upravit pro doprovod civilních lodí oblastmi, v nichž operovali piráti. Modernizace zahrnovala mimo jiné rozšíření kajut, instalaci přistávací plochy pro vrtulník a hangáru, instalaci zařízení pro provoz rychlých člunů RHIB. Plavidlo bylo poté nasazeno do protipirátské operace v Adenském zálivu, kde loď od června 2009 do května 2014 eskortovala celkem 415 civilních plavidel. Dále v roce 2011 evakuovala malajsijské studenty z revolucí zasaženého Egypta. Dne 22. ledna 2016 plavidlo převzalo malajsijské královské námořnictvo jako svou pomocnou loď.

## Konstrukce
Kromě 42 členů posádky má ubytovací prostory pro dalších 70 osob (např. vojáků). Plavidlo může poskytovat zásoby malajsijským hlídkovým lodím. Je vybaveno přistávací plochou a hangárem pro vrtulníky typů Eurocopter EC 725 a Sikorsky SH-3 Sea King. Slouží také jako základna pro operace rychlých člunů.